# Сватош, Зенон Францевич
Зено́н Фра́нцевич Сва́тош  (чеш. Zénón Svatoš, 1886, станица Крымская, Кубанская область — 1949, Баргузинский район, БМ АССР) — российский и советский учёный — зоолог, один из основателей и второй директор Баргузинского заповедника, старейшего в России.

## Биография
Родился в 1886 году в семье чешских эмигрантов из Хрудима в кубанской станице Крымской. 
С детства увлёкся биологией и, в частности, зоологией. В дальнейшем эти увлечения стали его профессией на всю жизнь. 
Рано оставшись сиротой, переехал к родственникам в Крым, где в Симферополе окончил реальное училище. В юности участвовал в экспедиции в Бухару.
Трудовую деятельность начал в Зоологическом институте в Санкт-Петербурге в должности специалиста-препаратора. Первая его заграничная командировка состоялась в 1911 — 1912 годах в Африку, где проявился его талант учёного. Благодаря работе Сватоша, Зоологический музей пополнился сотнями экспонатов африканской фауны. 
Именно поэтому по прибытии в Петербург в том же году его пригласил принять участие в своей экспедиции полярный исследователь Владимир Русанов на судне "Геркулес". Известно, что эта экспедиция, в которой планировалось изучить Северный морской путь, погибла. Никто из экипажа не выжил, за исключением Зенона Сватоша и двух его товарищей, которых Русанов высадил на Кольском полуострове с целью передать в Санкт-Петербург полученные ранее научные данные. Это и спасло Сватошу жизнь
Когда началась Первая мировая война, России срочно понадобилось искать источники для пополнения бюджета для ведении войны, закупки вооружения. Одним из таких источников была добыча и в дальнейшем продажа на заграничных рынках мехов и пушнины. Однако, практически неограниченный промысел пушных зверей привёл к их резкому сокращению ещё до начала войны. Особенно катастрофическое положение сложилось с численностью соболей. Поэтому были организованы «соболиные экспедиции» в различные районы Сибири для изучения положения на местах.

### Баргузинский заповедник
Одна из таких экспедиций, в которую входил и З. Ф. Сватош, прибыла в 1914 году в район Баргузинского хребта. Тёмный мех местного соболя считался наиболее ценным. 
Результаты этой экспедиции были неутешительны — учёные насчитали всего несколько десятков голов баргузинского соболя. В связи с этим в 1916 году и было принято решение правительства России об учреждении Баргузинского соболиного заповедника, старейшего государственного заповедника в России. В его состав входили заповедные территории и охотничий участок.
Однако становление заповедника пришлось на годы Первой мировой и гражданской войн, послевоенной разрухи. И все эти годы одним из главных её сотрудников, а впоследствии и директором был Зенон Сватош. Благодаря его научному таланту и самоотверженному характеру жемчужина Сибири — баргузинский соболь — сначала восстановил свой ареал, а потом медленно, но верно начала возрастать и его численность. Этот процесс продолжается и в наши дни.
Умер Зенон Францевич Сватош в 1949 году там же, где отдал более тридцати лет своей жизни ради благородной цели — сохранению природы. Похоронен в Баргузине.

## Память

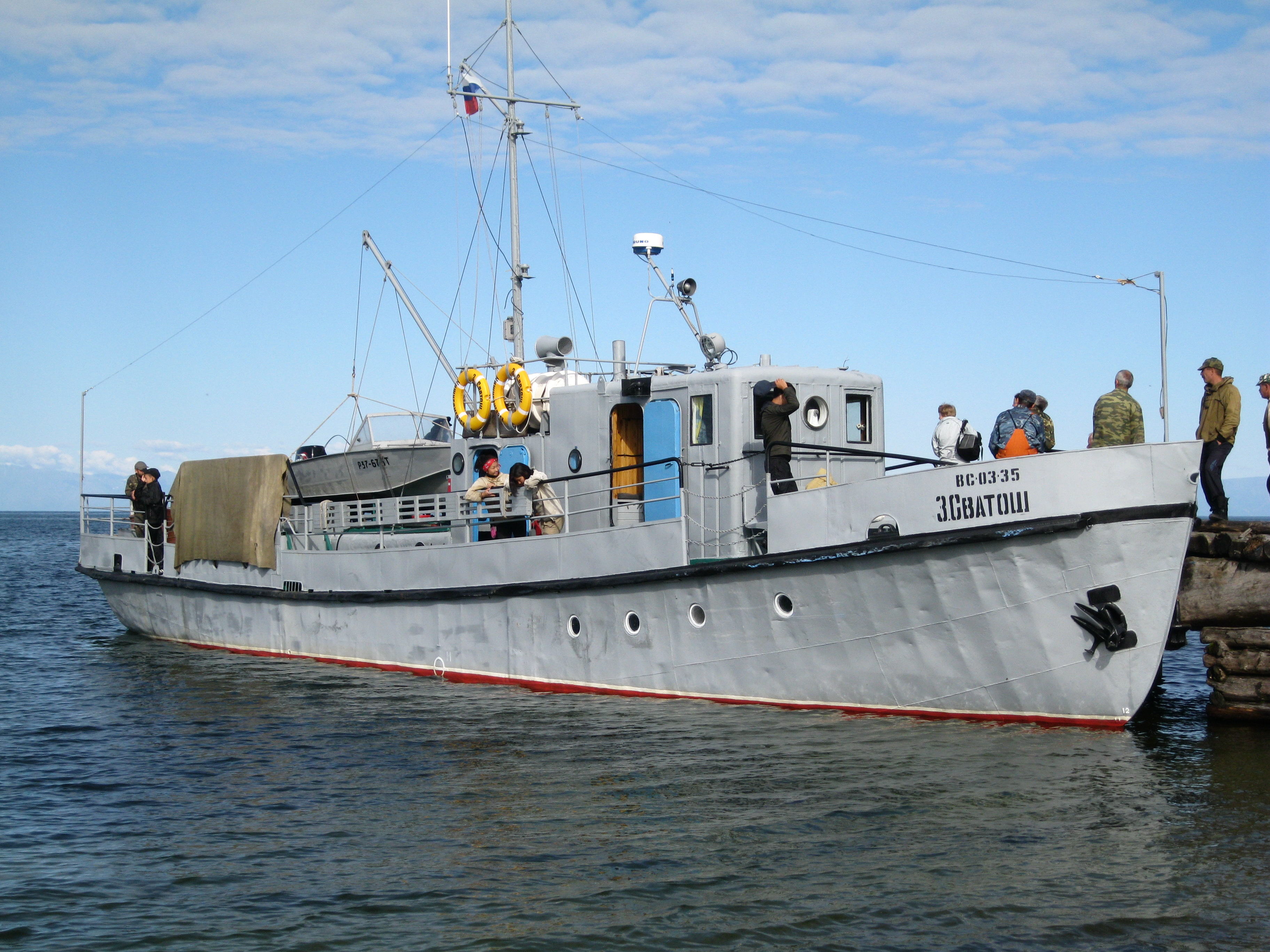
Теплоход "Зенон Сватош"

- Г. А. Успенский в книге "По заповедным дебрям" написал о совместной работе с З. Ф. Сватошем в Баргузинском заповеднике и о некоторых событиях в его африканской экспедиции.
- Именем Зенона Сватоша назван теплоход[3], который совершает рейсы по Байкалу в прибрежной части заповедника, перевозя грузы и сотрудников Баргузинского заповедника.
- В селе Баргузин существует улица Зенона Сватоша. Сохранился дом, в котором жил учёный.